# Tilda Publishing
Tilda Publishing — російська компанія, що створила й підтримує візуальний конструктор сайтів. Дозволяє створювати сайти, інтернет-магазини, посадкові сторінки, блоги та email-розсилки.

## Про сервіс
Сайти на платформі збираються з готових блоків, які автоматично адаптуються під мобільні пристрої і мають смислові категорії (обкладинка, меню, форма, текст, зображення тощо). За допомоги редактора можна спроектувати свій власний блок, додаючи окремі модулі (текст, форма, геометрична фігура, зображення).
Tilda має безкоштовний функціонал, частина функцій платна (власне доменне ім'я, кількість доступних блоків, експорт, доступ до API).
Засновник — російський підприємець Нікіта Обухов — артдиректор, автор курсів з дизайну.